# Sogni e bisogni
Sogni e bisogni è una serie televisiva italiana del 1985, diretta da Sergio Citti e interpretata da Héctor Alterio, Jacques Dufilho, Gigi Proietti, Enrico Montesano, Paolo Villaggio, Ugo Tognazzi, Giulietta Masina, Franco Citti, Carlo Verdone, Francesco Nuti e Renato Pozzetto.

## Episodi
Gli episodi durano circa mezz'ora; tra l'uno e l'altro sono presentati alcuni intermezzi di tre curiosi personaggi (Il Bene, Il Male ed il Destino, interpretati rispettivamente da Héctor Alterio, Jacques Dufilho e Giulietta Masina) che vagano. Il primo episodio, Amore cieco, è l'unico presentato nella prima puntata, intervallato da intermezzi più ampi. Sempre nella prima puntata il Destino, incarcerato per un equivoco insieme al Bene e al Male, scopre di avere smarrito un libriccino su cui era scritta la vita di ogni essere umano. Il libello, finito nelle mani di uno sconosciuto, viene progressivamente riscritto e, già dalla seconda puntata, i successivi episodi, sono presentati due a due, intervallati da intermezzi più brevi.
Durante gli intermezzi il Destino si dispera per l'incarcerazione e, alla fine, riesce ad evadere insieme al Bene e al Male. I tre, insieme, si buttano alla ricerca del libriccino. Il Destino è quanto mai coriaceo e intende recuperare il suo prezioso strumento, senza il quale la sua esistenza non ha più senso. Gli episodi, invece, presentati a due a due per ogni puntata, rappresentano storie che l'ignoto ritrovatore del libello inventa e scrive di sana pianta sul prezioso strumento del destino, rendendole reali e veritiere. Solo alla fine il Destino scoprirà che l'importantissimo testo era finito nelle mani di un bambino povero.
| nº | Titolo                   | Prima TV Italia  |
| -- | ------------------------ | ---------------- |
| 1  | Amore cieco              | 6 ottobre 1985   |
| 2  | Il ritorno di guerriero  | 13 ottobre 1985  |
| 3  | Micio micio              | 13 ottobre 1985  |
| 4  | La morte porta consiglio | 20 ottobre 1985  |
| 5  | Il fattaccio             | 20 ottobre 1985  |
| 6  | Ladri                    | 27 ottobre 1985  |
| 7  | L'imbiancone             | 27 ottobre 1985  |
| 8  | Anche questo è amore     | 3 novembre 1985  |
| 9  | Verde Luna               | 3 novembre 1985  |
| 10 | Sant'Analfabeta          | 10 novembre 1985 |
| 11 | Cuore nero               | 10 novembre 1985 |

### Amore cieco
Principali interpreti: Paolo Villaggio (Orazio), Lara Nakszyński (Caterina).
Trama
Due strani personaggi (il Bene e il Male, che dicono provenire direttamente dal Paradiso e dall'Inferno) attendono sotto l'acqua, in una cava, il Destino. Quando il Destino arriva, tutti e tre partono per un lungo viaggio. Il Destino preannuncia un'imminente guerra che porterà all'estinzione della razza umana. Fra i tre nasce presto un diverbio che sfocia in una rissa per strada; il fatto attira allora una "gazzella" della polizia di passaggio nei dintorni e arresta i personaggi. In galera, mentre il Destino consulta il suo "libriccino" dove è descritto il destino di tutte le persone della terra, arrivano due ciechi melanconici che misteriosamente non sono elencati nel libriccino. Il Destino si addormenta e sogna.
Orazio è un omuncolo insignificante che scrive continue lettere d'amore a Caterina (una giovane e bellissima vicina di casa impagliatrice di cestini di vimini) ma senza sapere che lei è completamente cieca e si chiede dunque come mai questa non gli rivolga mai lo sguardo, finché un giorno non decide di dichiararsi. Andando a casa di lei scopre la verità dalla zia che l'accudisce, la quale gli dice anche che la cecità potrebbe essere eliminata tramite un'operazione molto costosa (60 milioni di lire). Quindi Orazio comincia ad acquistare tutti i cestini per accumulare la cifra necessaria all'operazione ma ben presto si rende conto che potrebbero volerci quarant'anni per arrivare a tale cifra e decide quindi di vendersi la casa e accompagnarla amorevolmente a fare l'operazione.
Nel frattempo però Orazio è sempre più spaventato dal fatto che quando Caterina potrà vederlo, scoprendo che non è quel bell'uomo che lei s'era sempre immaginata, possa scappare via. Nel viaggio di ritorno Caterina cerca di riconoscere in tutti gli uomini del treno il suo Orazio che le si para davanti molte volte ma viene ignorato e non considerato, esattamente come quando era cieca. Orazio non ci crede neppure più, rinuncia a rincorrerla e s'addormenta in uno scompartimento. Anche Caterina è rassegnata e le si va a sedere proprio di fianco, riconoscendolo solo grazie alla curiosa suoneria dell'orologio e accettandolo bonariamente pur vedendo che non è l'angelo biondo che s'era sempre immaginata.
Il Destino si sveglia dalla notte in galera e scopre subito che i due ciechi sono evasi rompendo le sbarre alla finestra e con essi è sparito anche il suo famoso libriccino. Subito evade, seguita prima dal Male e poi dal Bene, che li segue titubante con rimorso.

### Il ritorno di Guerriero
Principali interpreti: Maurizio Nichetti (Guerriero), Daria Nicolodi (la moglie di Guerriero), Asia Argento (la figlia di Guerriero) e Alessandro Haber (Perotti).
Trama
Guerriero torna dopo dieci anni di lavoro all'estero dalla figlia (che non ha mai conosciuto) e dalla moglie che nel frattempo si è risposata con il misterioso Perotti e l'ha dichiarato defunto. Trova un quadretto famigliare felice e decide di non fare scenate e assecondare la richiesta della moglie di darsi per morto.
Tuttavia durante la sepoltura (assolutamente grottesca, con il 'morto' nella bara che parla col becchino), parlando con chi gli scava la fossa, il fratello di Perotti, scopre che quest'ultimo è tutt'altro che santo e brav'uomo e ha (con vari espedienti psicologici) soggiogato ai suoi favori tutto il paese di poveri contadini che ora l'odia. Apprende inoltre che è debole di cuore e basta una lieve arrabbiatura per stroncarlo. Allora Guerriero torna dalla moglie e provoca in tutti i modi Perotti che però rimane impassibile, anzi ride.
Durante l'aggressione entra in scena un contadino guercio assoldato da Perotti per uccidere Guerriero che spara ai due uomini ferendoli (di striscio Guerriero, al cuore Perotti). A quel punto, capendo che rimangono pochi istanti di vita al nuovo marito, Guerriero istiga Perotti a sfogare la rabbia repressa. Scende in paese e fa una scenata ai suoi sottomessi, ribadendo anche la sua cattiveria e supremazia, nonché alla moglie e alla figliastra quanto sono pesanti e poi muore, scoprendo però all'ultimo che non è affatto stato ferito, ma solo sporcato dal sangue di Guerriero.

### Micio micio
Principali interpreti: Gigi Proietti (Pompeo) e Andréa Ferréol (padrona del gatto).
Trama
Pompeo è uno sfasciacarrozze grezzo, buzzurro e assolutamente impassibile alle donne che cercano continuamente di sedurlo. Proprietario di un gatto bianco e nero, pubblica un annuncio su un giornale per farlo accoppiare. Trova finalmente un potenziale partner nella gatta di una ricca aristocratica, ma i due felini non si accoppiano. I due provano a portarli sulla spiaggia per creare una "situazione romantica". Al chiaro di luna, i due confidano le loro passate esperienze amorose, per poi scoprire che i gatti sono scomparsi.
I due padroni iniziano a cercarli nervosamente, fin quando li ritrovano intenti a rincorrere una gatta in calore. A quel punto, si chiarisce l'equivoco: entrambi sono padroni di un gatto maschio ed entrambi pensavano che l'altro fosse padrone di un esemplare femmina. Ne nasce un forte diverbio, al termine del quale entrambi i padroni confessano all'altro di non aver mai fatto l'amore con qualcuno. Proprio nel momento in cui i due stanno per baciarsi, ritrovano i due gatti e ricominciano a litigare su quale dei due gatti avesse dato dimostrazione di miglior vigore, facendo svanire ogni passione in procinto di sbocciare fra i due.

### La morte porta consiglio
Principali interpreti: Marina Confalone (Teresa) e Pietro Tordi (padre di Teresa).
Trama
Una donna di mezza età, Teresa, è al capezzale del padre morente in un letto di un ospedale. La donna gli strappa la promessa che alla sua morte le darà i numeri del lotto in sogno. Subito la prima notte, la figlia vaga nel sogno alla ricerca del padre che trova prima immedesimato in un bambino e poi nell'adulto intento sempre comunque a far giochi da bimbo. Nonostante l'insistenza della figlia, il padre non è disposto a darle i numeri (che afferma tuttavia di conoscere) per come l'ha trattato male durante gli ultimi anni di vita e soprattutto per la pessima sepoltura datagli. Le dice inoltre che se vuole i numeri deve redimersi e fargli una tomba bellissima in luogo di quella scarna e insulsa che ha ora. Per dar comunque prova della sua fede gli concede un solo numero estratto che effettivamente esce a patto che però lei giochi solo 100 lire.
Nel sogno successivo la figlia accetta l'impegno del padre: lei si vende la casa e con i soldi fa una tomba stupenda al padre che in cambio le darà un terno secco. Durante il giorno la figlia organizza la riesumazione e fa costruire un monumento funebre. La notte Teresa si addormenta sotto la tomba (non avendo oltretutto più la casa) e in sogno il padre, beffardo e intento in giochi infantili come sempre, le dà i numeri, troppi numeri, tutti i numeri così che lei non possa giocarli tutti.

### Il Fattaccio
Principale interprete: Enrico Montesano (il portiere della casa da affittare).
Trama
In un condominio alla periferia di Roma, un padre di famiglia ha fatto una strage uccidendo moglie, figlia e poi suicidandosi. A fare la macabra scoperta è il portiere. La notizia appare su tutti i giornali (con tanto di foto del portinaio) e vari possibili acquirenti si fanno avanti per poter visionare e quindi comperare l'appartamento ora sfitto. Il portiere approfitta della situazione e si fa dare laute mance per far vedere i locali agli ipotetici compratori (talvolta facendosi corrompere per farli passare avanti nella fila) e durante la visione della casa inscena racconti ora raccapriccianti, ora macabri, ora schizofrenici sul quel che è successo in quelle mura per far desistere dall'acquisto i possibili compratori e continuare le sue visite (ben) pagate. Ben presto il portinaio diventa un vero e proprio artista e organizza addirittura un palco dove - con interminabili monologhi - dà fondo alla sua vena d'attore sadico riproponendo storie di cronaca nera familiare.

### Ladri
Principali interpreti: Mario Brega (Policlinico), Ninetto Davoli (ladro) e Eliana Miglio (ragazza investita)
Trama
Tre ladri di galline squattrinati ('er Caramella', 'er Pecora' ed 'er Bengala') s'apprestano a fare un furto di galline.....
Nel mentre si dirigono sul luogo del delitto investono una (bella) ragazza che sviene. Non potendo portarla all'ospedale né tanto meno alla polizia, la portano in casa di 'er Caramella' che convive col vecchio nonno brontolone.
Chiamano un vicino di casa dottore ('er Policlinico') che con uno strano intruglio di olio, aceto, pepe, sale, punte d'aglio e prezzemolo spalmato sui piedi la fa rinvenire. Ma la ragazza è straniera e parla solo la sua lingua e allora coinvolgono un altro vicino di casa 'John Wayne' che parla tutte le lingue del mondo, conosciute e sconosciute. Ma non capisce la ragazza, ugualmente. Fortuna che interviene il nonno (che da giovane ha fatto il muratore in America) e che fa da interprete per la giovane ragazza americana.
Nella scena irrompe a questo punto un altro vicino di casa: 'er Tigre' che fa il duro e vuole vendicarsi sulla ragazza per l'odio xenofobo che ha verso gli americani. In realtà non riesce ad avvicinarsi che subito si commuove per lei e piange per quello che le è successo: è stata scippata pochi minuti prima che la investissero e nella borsetta aveva i soldi e soprattutto il biglietto aereo per tornare a casa.
Messosi la mano sul cuore, il nonno raccoglie i risparmi di una vita (200 dollari) conservati per tornare un giorno in America e invita la banda dei sei debosciati a fare altrettanto. Raccolti i soldi e comprato il biglietto, portano all'aeroporto la ragazza che promette loro, appena arrivata a casa, d'invitarli tutti da lei in California. Nonno esulta e balla sulla pista di volo (ben presto seguito dagli altri) per il fatto che ancora potrà tornare in America.

### L'imbiancone
Principali interpreti: Carlo Verdone (Armando), Serena Grandi (Marisa) e Isabella Amadeo (Luigina).
Trama
Armando è un manovratore di ponti mobili solitario e molto timido e impacciato con le donne, quindi chiede continuamente consiglio alla signora Filomena di "Voce amica". Le sue attenzioni sono tutte per Marisa, la padrona d'un negozio di scarpe posto proprio alla fine del ponte, e tutte le mattine Armando, ogni volta che la vede passare, non riesce mai a rivolgerle la parola. Allora, consigliato da Filomena, la va a trovare direttamente in negozio con la scusa di comprare un paio di scarpe.
Ma, appena la vede, Armando non riesce a seguire la sua strategia d'abbordo e finisce semplicemente per comprare un paio di scarpe (oltretutto del colore sbagliato e della misura sbagliata). Raccontato il fatto a Filomena, questa le consiglia di riprovarci ma stavolta con uno stile e un aspetto più sportivo e meno compassato. Ma anche la seconda volta Armando fallisce e si prende un nuovo paio di scarpe.
L'ultimo tentativo che fa è vestito da gran armatore con tanto di pipa e con un poema romantico del Novecento da recitare. Stavolta la sicurezza e la grinta è tanta, ma il fascino si perde quando gli viene la tosse provocata dalla pipa. Depressissimo, Armando viene 'lasciato' anche da Filomena che si rifiuta di rispondergli. In un momento di sconforto getta il portatile del cordless nel porto-canale. Il giorno successivo Armando non impersonifica più nessuno se non se stesso e va diretto al negozio a raccontare tutto di sé.
Appena lo vede Marisa prende la parola e gli dice che aveva capito subito che lui non era realmente interessato alle scarpe ma all'amore per Luigina (la sua commessa). Marisa invita i due a uscire e farsi una passeggiata romantica e lui è ancora più imbarazzato e non riesce a spiegare l'equivoco. Quando però riprende coraggio e inizia a spiegarsi bene, riaffiora dal mare il cordless con la voce di Filomena che gli dice di non fare troppo il difficile e prendersi il nuovo amore. A quel punto Armando si rassegna e accetta di buon grado la compagnia di Luigina.

### Anche questo è amore
Principali interpreti: Angelo Infanti (il macellaio), Michela Miti (seduttrice del macellaio) e Ida Di Benedetto (moglie del macellaio).
Trama
La moglie gelosissima d'un macellaio è fermamente convinta che il marito la tradisca appena ne ha occasione e trova continuamente indizi che confermano questo suo presentimento; ciononostante non riesce mai a cogliere sul fatto il marito e quindi decide d'osservarlo di nascosto e da lontano. Nonostante stia appostata un'intera giornata e chieda a tutte le donne uscite dal negozio il comportamento di quell'uomo ancora non riesce a dimostrare l'infedeltà del marito.
Allora convince la commessa giovane e bella d'un negozio di sartoria di un'amica di provocare il marito appositamente con situazioni fortemente allusive. Ma in negozio il macellaio non si sbilancia e si limita a venderle la carne senza mai cedere alle seduzioni. La moglie, non ancora soddisfatta, allora fa di più e fa ordinare per telefono sempre alla commessa un quantitativo di carne che sarà consegnato per corrispondenza a casa della commessa stessa che si farà trovare distesa su un letto mezza nuda e disponibilissima: ma il fedelissimo macellaio non cede e di fronte alla dichiarazione di massima disponibilità della ragazza risponde che vuole solo una rosa che prende da un vaso decorativo.
Giunto a casa con la rosa da donare alla moglie, esso non la trova più, è scappata lasciando solo un biglietto. Nel biglietto lei si scusa per i suoi sospetti infondati e si chiede come possa una donna d'oggi vivere serenamente con un uomo così fedele.

### Verde Luna
Principale interprete: Renato Pozzetto (Amilcare detto Verde Luna).
Trama
Verde Luna è il proprietario d'una tavola calda in un non ben precisata località di mare. A differenza dei suoi coetanei è molto serio, lavora e non corre dietro a ipotetiche compagnie femminili. Ma proprio giocando su fantomatici numerosi contatti femminili, tre lestofanti estorcono a Verde Luna continui prestiti di denaro (e pasti gratis) promettendogli di volta in volta di presentargli qualcuna delle loro immaginarie compagne. Ma a tutto c'è un limite e anche Verde Luna capisce che i tre non hanno nessuna amicizia e da quel momento 'chiude i rubinetti'.
Ma proprio durante la discussione succede qualcosa d'inspiegabile: Verde Luna vede una di queste ragazze inesistenti proprio davanti a sé e rimane abbagliato dalla sua bellezza. I tre lestofanti sono un po' pensierosi: dapprima pensano che Verde Luna scherzi e poi che ci marci, ma per non perdere il loro 'sovvenzionatore' gli danno corda. Per farsi pagare gl'ingressi dal ristoratore fingono anche di vederla entrare in una discoteca. Una volta dentro, Verde Luna s'avvicina alla 'ragazza' (intanto nel frattempo i tre le hanno costruito una nazionalità, tedesca, e un nome, Greta), le offre da bere, ballano a lungo assieme, e alla fine scappano nella pineta per fare l'amore. Ma dalla pineta Verde Luna ne esce piangente perché lei l'ha mollato. Solo a questo punto i tre capiscono che Verde Luna crede veramente d'aver vissuto l'avventura.
Passa un anno e nell'estate successiva i tre si ritrovano nel locale che però ha cambiato gestione. Non c'è più Verde Luna e i clienti danno notizie discordanti sulla sua fine: chi lo dà per suicida, chi per annegato, chi per internato.
Camminando sulla spiaggia però i tre vedono in lontananza il loro vecchio mentore con un neonato. L'avvicinano e scoprono che quello è il figlio suo e di Greta, che ora sono una coppia felice. Verde Luna si allontana prendendo per mano l'invisibile compagna.

### Sant'Analfabeta
Principali interpreti: Francesco Nuti (fra' Analfabeta) e Franco Javarone (priore).
Trama
Fra' Analfabeta è un frate francescano che gira nel paese facendo miracoli ma non riuscendo molto bene nell'impresa. Per esempio fa diventare mangiona una ragazza anoressica, fa bere ancor di più (ma senza conseguenze) un ubriaco, rende autistica una ragazza troppo spigliata e paralitico uno che semplicemente era 'stanco di camminare'.
Forse per la sua buona fede, viene benvisto comunque da tutto il paese; tranne dal priore che l'ha in custodia e che gli ordina di smetterla con quei miracoli, che erano cose dell'antichità e di cui oggi non se ne sente bisogno. In un momento di sconforto, tuttavia, fra' Analfabeta assiste a un incidente: un muratore cade da una torre che stava ristrutturando e d'istinto ne frena la caduta. Lasciandolo sospeso a mezz'aria va subito a chiedere perdono al priore e chiede cosa fare: se annullare il miracolo e farlo sfracellare o terminarlo e salvarlo. Il priore decide di chiamare Roma, ma il numero suona sempre occupato.
La risposta da Roma arriva solo nella notte: farlo sfracellare. Ma il fraticello non se la sente e lo fa cadere piano (provocandogli solo una stortura). Il priore è su tutte le furie perché il suo sottoposto non ha eseguito il suo ordine (che non arrivava neppure da Roma il cui numero continua a suonare occupato). Ma ben presto trova anche per lui la sistemazione: l'incatena alla cucina dove diventa cuoco procurandosi la selvaggina facendo miracoli 'al contrario' sui volatili che girano attorno al convento.
Tornati al vagare, il Destino, il Bene ed il Male, ritrovano il duo di (falsi) ciechi che gli avevano rubato il libriccino. Mentre i tre gli danno l'ultimatum per farselo restituire, arriva dalla casa vicina l'annuncio che uno dei due è diventato finalmente papà. Tutti vanno a festeggiare nella casa piena di bimbi e, proprio fra le mani d'uno di essi, il Destino trova il suo libriccino dove il bimbo scrive di volta in volta tutte queste storie raccontate.

### Cuore nero
Principali interpreti: Ugo Tognazzi (sig. De Amicis), Marilù Tolo (sig.ra De Amicis) e Sasà Muccardi (il piccolo Coco).
Trama
Wanda e Matteo De Amicis sono due ricchi proprietari di terreni, case, macchine, barche. Ma non è nulla senza un figlio. Allora decidono di adottarne uno e per dimostrare la propria generosità lo vogliono nero, dell'Africa nera, affamato e malato.
Ma quando finalmente Matteo ha l'appuntamento all'orfanotrofio il prete (anche lui di colore) gli assegna Coco, un bel bambino africano autentico ma bianco, nato da una coppia mista. Matteo insoddisfatto lo rifiuta e se ne va, ma il bimbo lo segue. Per tutto il viaggio di ritorno il neo papà non riesce a liberarsi del bambino e ne ha pena, tanto che decide di farlo entrare per ora in famiglia colorato di nero con lucido da scarpe e poi pian piano di dirlo alla moglie.
I due si presentano a casa, ma ci vogliono pochi minuti e pochi baci alla nuova mamma per scoprire il trucco. E così non va bene. Solo un bambino di colore può dimostrare in giro il loro gran cuore. Uno bianco può sembrare poi proprio loro!
Mentre decidono in una stanza a fianco cosa farne del bimbo (abbandonarlo in autostrada? sui gradini di una chiesa?), Coco disegna in terra un gran cuore coi petali di rosa e se ne va.

### Epilogo
Dopo aver tanto vagato e cercato e aver ritrovato il libriccino, il Destino decide di lasciarlo al bambino e in una giornata di pioggia il trio si scioglie.